# Ernest Archibald McNab
Ernest Archibald McNab (Rosthern, 7 marzo 1906 – Vancouver, 10 gennaio 1977) è stato un militare canadese, asso della Royal Canadian Air Force durante la seconda guerra mondiale con 4 vittorie accertate, 1 in collaborazione, 1 probabile e tre velivoli danneggiati.

## Biografia

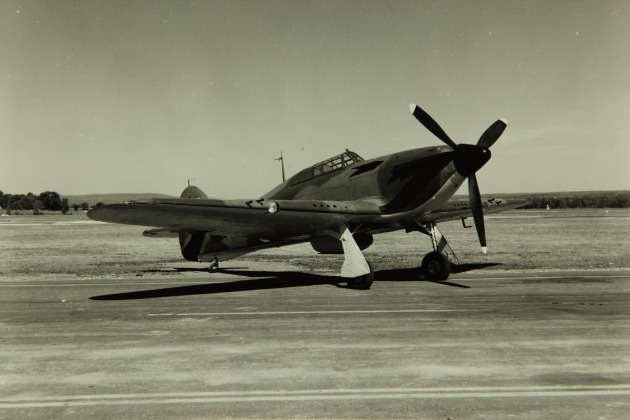
Un caccia Hawker Hurricane Mk.1 a terra.

Nacque a Rosthern, nel Saskatchewan, figlio dell'ex luogotenente governatore della regione, Archibald McNab e della sua signora. Ha frequentato l'università del Saskatchewan dove, nel corso del 1931, conseguì la laurea in ingegneria civile. Nel 1926 entrò a far parte della Royal Canadian Air Regular Force, conseguendo il brevetto di pilota il 18 agosto 1928.  Divenuto un ufficiale di scambio con la Royal Air Force, fu trasferito in Gran Bretagna dove nel settembre 1937 fu nominato comandante di volo del No.46 RAF Squadron di Kenley. Si trovava ancora in Gran Bretagna quando scoppiò la seconda guerra mondiale. Rientrato in Canada, il 1 ° novembre 1939 divenne comandante del settore di volo del No.1 RCAF Squadron, di cui in seguito assunse il comando, e divenne uno dei primi piloti a volare su un caccia Hawker Hurricane in Canada. In qualità di primo comandante in tempo di guerra dell'unità, il suo primo compito è stato quello di trasferire lo squadron dal campo d'aviazione di St. Hubert, nel Québec, a quello di Dartmouth, in Nuova Scozia. Il 20 giugno 1940 lo squadron arrivò nel Regno Unito, e fu dapprima di stanza a Middle Wallop, e poi a Croydon.  Per acquisire esperienza operativa effettuò sortite occasionali con il No.111 RAF Squadron, quando entrambi i reparti si trovavano basati sull'aeroporto di Croydon.
Il 17 agosto il No.1 RCAF Squadron si trasferì a Northolt dove rimase di stanza fino all'inizio del mese di ottobre. A partire dall'inizio del mese di agosto il No.1 RCAF Squadron partecipò alla battaglia d'Inghilterra, che terminò all'inizio del mese di ottobre dopo che la Lutwaffe aveva subito perdite considerate insostenibili dal comando tedesco. Durante questo ciclo operativo il 15 agosto reclamò la prima vittoria a spese di un bombardiere Dornier Do 17 distrutto mentre volava su un caccia del No.111 Squadron. Il 26 dello stesso mese distrusse un altro Do 17, il 7 e 9 settembre rivendicò l'abbattimento di due caccia Messerschmitt Bf 109, l'11 danneggiò un bombardiere Heinkel He 111, il 15 distrusse uno He 111 e ne danneggiò un altro e il giorno 27 distrusse un cacciabombardiere Messerschmitt Bf 110 e un bombardiere Junkers Ju 88 in condivisione.
Primo asso della RCAF, il 22 ottobre 1940 fu insignito con la Distinguished Flying Cross (DFC) per la sua abilità e il valore dimostrato in battaglia. Promosso al grado di Wing Commander, nel mese successivo fu assegnato al quartier generale della RCAF a Londra. Ritornò quindi in Canada per aiutare ad addestrare i nuovi piloti, assumendo poi, nel luglio 1941, il comando del No.118 RCAF Squadron di stanza a Rockcliffe, Ottawa. Fu rapidamente trasferito al No.45 FTS di Saskatoon e moltiplicò i suoi trasferimenti fino alla sua promozione al grado di Group Captain nel giugno 1942. Nell'agosto dello stesso anno tornò in Gran Bretagna e assunse il comando della base aerea di Digby, mantenendolo sino all'aprile 1945. Insignito del titolo di Ufficiale dell'Ordine dell'Impero britannico e della Croce di guerra Cecoslovacca 1939-1945, continuò a prestare servizio nella RCAF, come Senior Air Staff Officer al Western Command, fino al 1957.
Ritiratosi dal servizio si stabilì a Vancouver, e li si spense il 10 gennaio 1977.

### Fonti
1. 1 2 3 4 5 6 7  Aces of WW2.
2. 1 2 3  Canada veteran shall of valour.
3. 1 2 3 4 5 6  Ciel de Gloire.
4. ↑  https://www.thegazette.co.uk/London/issue/37599/supplement/2826/data.pdf London Gazette.